# 森永淳哉
森永 淳哉（もりなが じゅんや、1960年〈昭和35年〉9月5日 - ）は、日本のロックギタリスト、作曲家、音楽プロデューサー。熊本県上益城郡益城町出身。元PASSENGERSのリードギター。現在「矢口早苗DARK SIDE OF THE MOON」、「WING WINGS」メンバー。

## 来歴
- ギターを始めた経緯は中学2年に、ラジオで聴いたレッド・ツェッペリン[1]。さいたま市立浦和南高等学校時代にアマチュアバンド活動を始める。当時のバンド仲間に後にレベッカのメンバーとして活動する山田貢司と妹の山田信子（NOKKO）がいた[2]。
- 1987年、PASSENGERSのメンバーとしてポニーキャニオンからデビュー。アルバム4枚シングル4枚リリース後解散。
- その後ロックアーティストのライブ、レコーディングに参加。
- 2020年「矢口早苗DARK SIDE OF THE MOON」加入、アルバム『愛をいうの』リリース[3]。
- 2021年「WING WINGS」を結成、アルバム『Autumn Land』リリース。ライブ活動中。

## 作品

### アルバム

#### PASSENGERS
- 『Gypsy Blue』
- 『PASSENGERS』
- 『90's』
- 『EXIT』

#### 矢口早苗DARK SIDE OF THE MOON
『愛をいうの〜I know You know〜』発売元:SON LIGHT RECORD
Vocal/作詞：矢口早苗・Guitar/作曲：森永淳哉・Bass：高橋喜一・Drums：高橋まこと

#### WING WINGS
『Autumn Land』発売元:Arco Grande RECORDS
Vocal/作詞：矢口早苗・Guitar/作曲：森永淳哉・Key：岸本道弘・Fiddle：江部和幸・Flute：岡村加寿子

### 主な参加作品、ツアー
- ダイアモンド☆ユカイ
  - 日本武道館ライブ他全国ツアー（DVD）
  - SHADOW BROWN & BLACK PIRATES（CD）
- SHADY DOLLS
  - UNDER THE SHADY MOONライブ（CD）
  - UNDER THE SHADY MOON全国ツアー
- 長沢ヒロ
  - 中国西安ライブ2days（DVD）
  - 西安ライブ
- 高橋まこと
  - 楽しき人生（CD）
  - 楽しき人生全国ツアー
- 小川清史
  - 今（CD）
  - 東名阪ツアー
- 松尾宗仁
  - 東名阪ツアー
- 佐久間学
  - NINETEEN BLUE（CD）
  - 日本青年館ライブ
- 寺沢功一
  - SPILIT OF HARDROCK BASS（教則DVD）
- 松田樹利亜（CD）
- 呉梨紗（CD）
- 石川寛門（CD）
- 真行寺恵里（CD）
- 埼玉観光PR
- テレビ埼玉Ole! アルディージャテーマ